# 卡埃塔诺波利斯
卡埃塔诺波利斯是巴西米纳斯吉拉斯州的一个市镇。总面积156.231平方公里，总人口9490人，人口密度60.7人/平方公里。